# Flosta kommun
Flosta kommun (norska: Flosta kommune) var en kommun i Aust-Agder fylke i södra Norge. Kommunen omfattade ett område i den östra delen av nuvarande Arendals kommun. Tätorten Kilsund utgjorde kommunens centralort.

## Administrativ historik
Flosta kommun upprättades den 1 januari 1902 genom utbrytning ur Dypvågs kommun. Kommunen hade 1 892 invånare vid upprättandet.
Den 1 januari 1962 gick Flosta kommun, tillsammans med kommunerna Austre Moland och Stokken och en del av Tvedestrands kommun, upp i den då nybildade Molands kommun. Kommunens hade då 1 205 invånare.